# Lago María Ester
El lago  es un cuerpo de agua superficial ubicado en la isla Wellington de la Región de Magallanes. El mapa del Instituto Geográfico Militar de Chile lo muestra con un emisario que desemboca en la bahía Cascada.

## Historia
Luis Risopatrón lo describe en su Diccionario Jeográfico de Chile (1924):: 530 
María Ester (Lago). Es estenso i se encuentra en la parte SW de la isla Wellington.

## Población, economía y ecología
Se encuentra dentro del parque nacional Bernardo O'Higgins.